# Bruno Giordano (Fußballspieler, 1991)
Bruno Giordano (* 17. April 1991 in Montevideo) ist ein uruguayischer Fußballspieler.

## Karriere
Der nach Angaben seines Vereins 1,73 Meter große, als Mittelfeldspieler und Stürmer einsetzbare „Pitu“ Giordano gehört seit 2012 dem Kader des Erstligisten Club Atlético Cerro an. Dort absolviert er in der Clausura 2012 zwei Spiele in der Primera División. In der Saison 2012/13 kam er nicht zum Einsatz. 2014 wechselte er zum Club Atlético Progreso. Dort bestritt er in der Spielzeit 2014/15 20 Zweitligapartien und erzielte zwei Treffer. Über das Saisonende hinaus sind bislang (Stand: 13. August 2016) weder Einsätze noch eine Kaderzugehörigkeit für ihn verzeichnet.